# Театр комедии и драмы имени Эдгара Элбакяна
Театр комедии и драмы им. Эдгара Элбакяна — театр в столице Армении — Ереване.

## История театра
Ереванский Театр комедии и драмы им. Эдгара Элбакяна был основан 1994 году. Основатель театра Армен Элбакян назвал театр в честь своего отца Народного Артиста АССР, Лауреата гос. премии Эдгара Элбакяна. Была набрана труппа актёров разных поколений, костяк которой составили выпускники Армена Элбакяна.
Театр открылся в мае 1994 года классикой армянской литературы «Восточный дантист» по А. Пароняну, в зале Дома писателей РА.
Так возник новый театр, соединивший в себя слияние реального и иреального воспроизведения действительности, поиска наилучшего варианта импровизации на конкретную тему, стремление к поискам новых форм с традициями армянского репертуарного театра.
Для осуществления этой идеи были созданы такие спектакли как:
А. Паронян «Восточный дантист» в жанре музыкальной комедии, Б. Брехт «Карьера Артура Уи» в жанре музыкального трагифарса, Ф. Дюрренматт «Физики», Г. Сундукян «Разоренный очаг», Мольер «Скупой», Э. Олби «Двое в зоопарке», Евгений Шварц «Дракон».
В 2001 году после полосы кризиса, театр ставит авторский спектакль Анны и Армена Элбакянов «Запоздалая птица», который с успехом был принят зрителем. Оригинальность постановоки заключалась в авторском подходе к драматургическому материалу и к постановочным выразительным средствам. Спектакль стал логичным продолжением выбранного театром курса.
Сегодня[когда?]

 в репертуаре театра спектакли, которые созданы за последние несколько лет. Прежде всего это постановки Армена Элбакяна: «Запоздалая птица» авторский спектакль Анны и Армена Элбакянов (2001), «Играем в Стриндберг» музыкальный трагифарс по Ф. Дюрренматту (2004), «И миг умолк…» музыкальный памфлет Э. Элбакян младший, «Не станцуешь со мной?» по мотивам пьес и рассказов У. Сарояна, «Красные фонари» мюзыкл автор и режиссёр Лили Элбакян.
В разные годы театр принимал участие в различных армянских и международных фестивалях: Международный Театральный Фестиваль им. У Сарояна Фрезно, США (2002), 12 Международный Театральный Фестиваль в Дамаск, Сирия (2004), «ARCUSFEST» Венгрия (2008), «APOSTROF» Чехия (2008) и др.

## Репертуар театра
- 2013 «Скандальное происшествие с мистером Кеттел и миссис Мун» Пристли, Джон Бойнтон[1]
- 2012 «Мелодии любви» Зорайр Халапян
- 2011 «Ромео и Джульетта» Уильям Шекспир[2],[3]
- 2011 «Хозяин» Грант Матевосян[4]
- 2010 «Американский аджабсандал» Агаси Айвазян[5],[6]
- 2009 «Багдасар разводится с женой» Акоп Паронян[7]
- 2009 «Играем Туманян» по мотивам сказок Ованеса Туманяна
- 2008 «Потанцуешь со мной?» по мотивам пьес и рассказов Уильяма Сарояна[8],[9],[10]
- 2008 «Красные фонари» Лили Элбакян
- 2007 «Жизнь человека» Леонид Андреев[11]
- 2006 «И миг умолк…» Эдгар Элбакян младший
- 2006 «Неожиданно прошлым летом» Теннесси Уильямс
- 2004 «Играем Стриндберг» Фридрих Дюрренматт[12]
- 2002 «Пещерные люди» Уильям Сароян[13]
- 2001 «Запоздалая птица» Авторский спектакль Анны и Армена Элбакян
- 2000 «Двое в зоопарке» Эдвард Олби
- 1998 «Армянское танго в Лос Анджелесе» Нил Саймон
- 1997 «Макбет» Уильям Шекспир
- 1997 «Предложение» Антон Чехов
- 1996 «Разоренный очаг» Габриел Сундукян
- 1995 «Мелодии любви» Зорайр Халапян
- 1995 «Физики» Фридрих Дюрренматт
- 1994 «Почему молчим...?» Армен Элбакян
- 1994 «Восточный дантист» Акоп Паронян